# Инженер-флагман флота

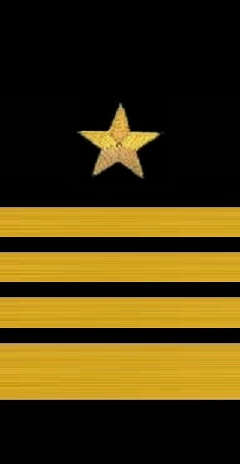
Инженер-флагман флота.

Инженер-флагман флота — воинское звание Морских Сил Рабоче-Крестьянской Красной Армии Союза ССР (МС РККА СССР). Высшее звание военно-технического (начальствующего) состава ВМФ СССР. Предшествующее более низкое звание: инженер-флагмана 1-го ранга.

## История
Звание было введено Постановлением ЦИК СССР и СНК СССР от 22 сентября 1935 года утверждено постановлением Совета Народных Комиссаров СССР № 2591 для Морских Сил РККА СССР от 22 сентября 1935 года и объявлено приказом Народного Комиссара обороны № 144 от 26 сентября 1935 года.
Соответствовало званиям командарм 2-го ранга и армейский комиссар 2-го ранга; аналог воинского звания адмирал в российском, советском и иностранных военно-морских флотах.
Звание, инженер-флагман флота, было отменено 7 мая 1940 года в связи с введением новых званий, утверждённых Указом Президиума Верховного совета СССР «Об установлении воинских званий высшего командного состава Военно-Морского Флота» (заменено званием инженер-адмирал).

## Знаки различия
Во флоте расцветки галунов и просветов на нарукавных знаках различия были установлены Постановлением СНК СССР от 2 декабря 1935 г. № 2591.
Инженер-флагман флота носил один широкий и три средних галуна жёлтого (золотистого) цвета. Над галуном была размещена одна жёлтая пятиконечная звезда.

## Присвоение звания
Данное воинское звание никому не присваивалось.